# المحرور (الوزيرة)

تعديل مصدري - تعديل

المحرور محلة تابعة لقرية المجدورة، التابعة لعزلة الوزيرة بمديرية فرع العدين إحدى مديريات محافظة إب في الجمهورية اليمنية، بلغ تعداد سكانها 138 حسب تعداد اليمن لعام 2004.